# Acmaeodera bacchariphaga
Acmaeodera bacchariphaga är en skalbaggsart som beskrevs av Frederic Westcott och Ruggero Verity 1977. Acmaeodera bacchariphaga ingår i släktet Acmaeodera och familjen praktbaggar. Inga underarter finns listade i Catalogue of Life.